# Linéinaia
Linéinaia - Линейная (rus) - és una stanitsa del krai de Krasnodar, a Rússia. Es troba als vessants septentrionals del Caucas occidental, a la vall del riu Tsetse, a 24 km al nord-oest d'Apxeronsk i a 63 km al sud-est de Krasnodar, la capital.
Pertany al municipi de Tvérskaia.